# Charro

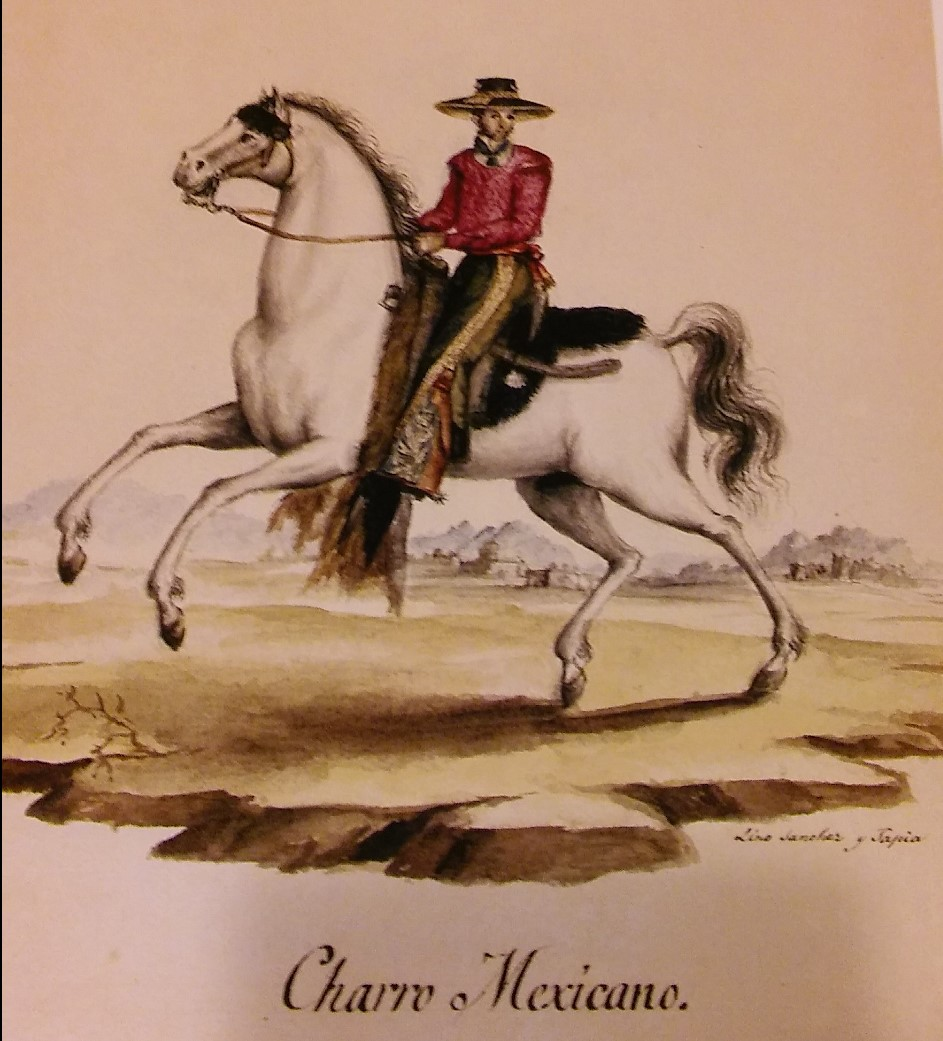
Charro zu Pferd (um 1828)

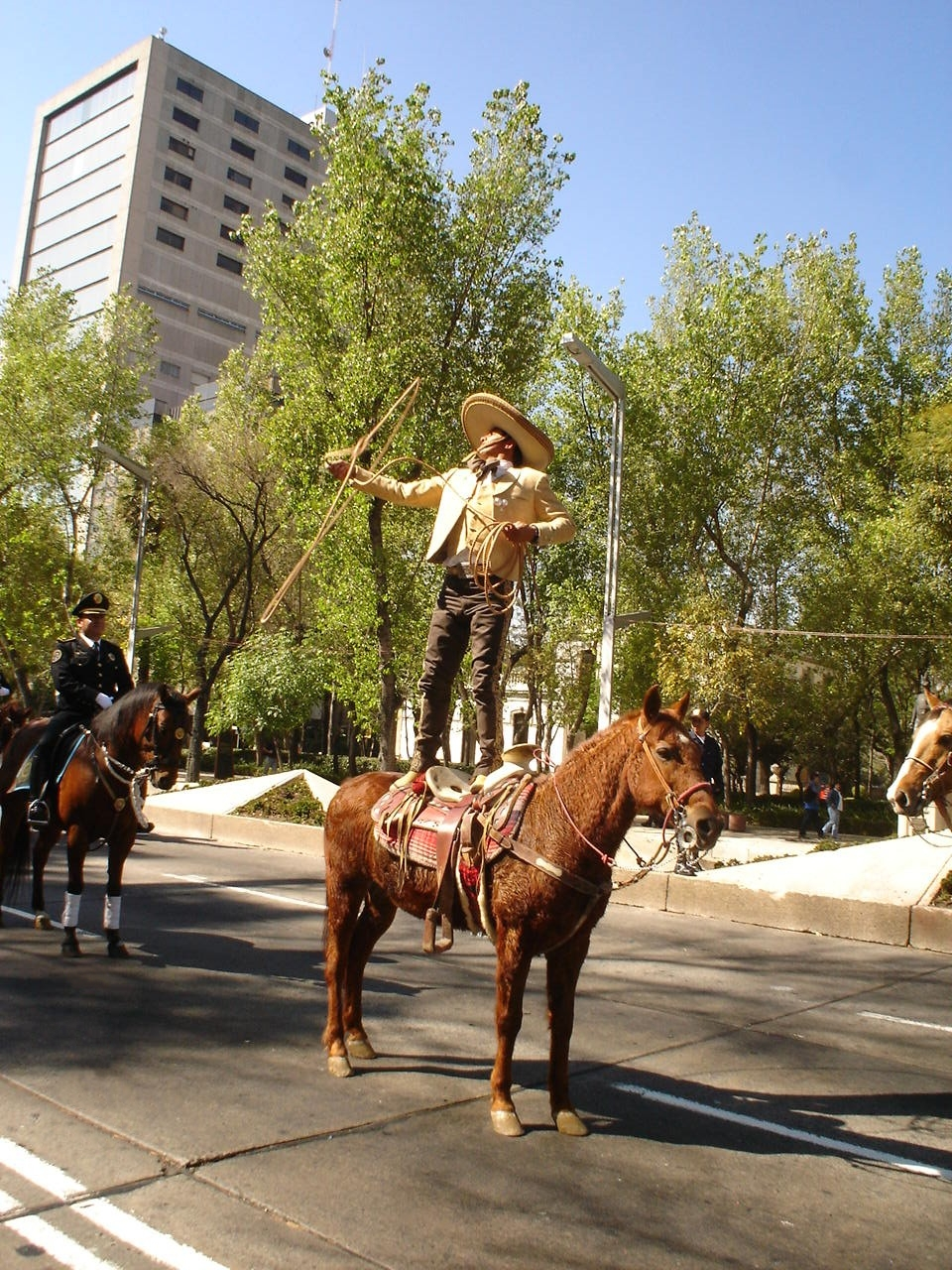
Charro mit seinem Lasso

Der Charro ist der traditionelle Viehhirte (Vaquero) Mexikos. Er war in den 1930er Jahren typbildend für den Mariachi.

## Ursprung
Mit der Eroberung wurden von den Spaniern Pferde nach Amerika gebracht, die eine relativ schnelle Kolonialisierung des Kontinentes ermöglichten. Bis auf die Tlaxcalteken war es der indianischen Urbevölkerung und Mestizen grundsätzlich verboten, Pferde zu reiten. Da die Arbeiter in der Viehzucht aber Pferde reiten mussten, waren sie verpflichtet, keine militärischen Sättel zu verwenden und sich selbst mit Leder zu bekleiden.
Mitte des 19. Jahrhunderts wurden diese Arbeiter vom Staat in „Landkorps“ organisiert, um gegen die Überfälle und Entführungen auf den langen Überlandstrecken vorzugehen. Hier findet eine erste Uniformierung statt, die auf der Lederbekleidung der Arbeiter aufbaute. Da sie Maximilian von Mexiko nahestanden, wird diesem auch wichtiger Einfluss auf die Hosen der Charros zugeschrieben.

## Charrería
Die Charrería ist ein mexikanischer Nationalsport und besteht aus Disziplinen, die auf den Anforderungen bei der Tierhaltung aufbauen, wie Rodeo oder mexikanischer Stierkampf. Er ist Anfang des 20. Jahrhunderts aus den Aktivitäten der Charros entstanden, die diese in ihrer Freizeit oder um sich ein Zubrot zu verdienen realisierten. Er kommt aus Jalisco und Hidalgo und wurde 2016 in die UNESCO-Liste des immateriellen Kulturerbes der Menschheit aufgenommen.